# Zusammenstöße in Guinea 2013
Zusammenstöße in Guinea 2013 waren die Folge der umstrittenen Parlamentswahlen im Land. Dabei gingen die Sicherheitskräfte mit Waffengewalt gegen die Demonstranten vor. Schon im Vorfeld der Wahl war es zu gewalttätigen Auseinandersetzungen gekommen.
In der ersten Hälfte Februar 2013 brach erneut politische Gewalt in Guinea aus, nachdem Protestierende auf die Straße gegangen waren, um ihre Bedenken bezüglich Transparenz der Wahl 2013 auszudrücken. Die Demonstrationen wurden durch die Entscheidung des Oppositionsbündnisses angefacht, sich aus dem Wahlverfahren aus Protest gegen den Mangel an Transparenz in der Wahlvorbereitung zurückzuziehen. Neun Menschen wurden während der Proteste Anfang 2013 getötet, während 220 verletzt wurden. Viele der Todesfälle und Verletzungen wurden durch die Sicherheitskräfte verursacht, die mit scharfer Munition gegen die Protestierenden schossen. Die politisch motivierte Gewalt führte auch zu Zusammenstößen Angehöriger verschiedener ethnischen Gruppen zwischen den Fula und den Malinke (als Unterethnie davon auch Konianké genannt), wobei die Letzteren die Basis der Unterstützung von Präsident Alpha Condé bildeten. Die Fula gehörten überwiegend zur Opposition.

## Hintergrund
Die Zeit im Vorfeld der Wahlen von 2013 war sehr angespannt, denn das Wahlverfahren wurde viermal verschoben, bis man sich auf den 12. Mai als Wahldatum einigen konnte. Die Parlamentswahl war ursprünglich bereits für das Jahr 2011 vorgesehen gewesen. Die für diesen Termin geplante Wahl sollte der letzte Schritt auf dem Weg des Landes zu einer zivilen Regierung sein, nach zwei Jahren unter einer gewalttätigen Militärjunta, die nach dem Tod 2008 des Präsidenten Lansana Conté geherrscht hatte. Die Wahl wurde schlussendlich in den Monat September verschoben.
Bereits im September 2012 gab es viele Beschwerden über die willkürliche Festnahme protestierender Oppositionsanhänger durch die Regierung, denn 100 Personen wurden in jenem Monat festgenommen. Der Präsident der nationalen Wahlkommission Guineas, Louceny Camara, war nach zahlreichen Rücktrittsforderungen gezwungen, zurückzutreten. Camara wurde als großer Verbündeter von Präsident Condé angesehen und wurde beschuldigt, die Wahlen zur Legislative bereits im Vorfeld zugunsten Condé gefälscht zu haben. Zusätzlich verkündeten guineische Oppositionsparteien, dass sie nicht länger am Nationalen Übergangsrat, der als Interimsparlament diente, teilnehmen und auch die nationale Wahlkommission boykottieren wollten.
Der Hauptgrund der politischen Proteste war die Entscheidung des guineischen Oppositionsbündnisses am 24. Februar, sich aus dem Wahlvorgang zurückzuziehen. Darauf folgte der Aufruf zu landesweiten Protesten. Diese Entscheidung wurde teilweise durch die Genehmigung der nationalen Wahlkommission, dass die südafrikanische Softwarefirma Waymark Infotech eine neue Liste eingetragener Wähler für die Wahl anlegte, verursacht. Die Opposition argumentierte, dass die Firma „Wahlbetrug gegenüber offen sei“, da sie von der regierenden Partei ausgesucht wurde und eine zweifelhafte Vorgeschichte nicht nur in guineischen, sondern auch in anderen afrikanischen Wahlen habe. Im September 2012 demonstrierten Tausende Guineer in Conakry gegen Waymark und wurden durch die Polizei schließlich mit Tränengas zerstreut.

## Protest und Gewalt
Proteste fingen am Freitag, dem 27. Februar 2013, an, nachdem das Oppositionsbündnis begonnen hatte, zu Protesten in der Hauptstadt, Conakry, aufzufordern und diese zu veranstalten. Tausende Oppositionsanhänger gingen auf die Straße, und Zusammenstöße zwischen steinewerfenden Jugendlichen und mit Schlagstöcken, Schusswaffen und Tränengasgranaten bewaffneten Sicherheitskräften brachen aus. Etwa 130 Menschen, darunter 68 Polizeiangehörige, wurden am ersten Tag verletzt. Polizisten in Ausrüstung gegen Ausschreitungen wurden am folgenden Tag in Oppositionshochburgen in der Hauptstadt aufgestellt, an dem Tag wurde der erste Todesfall verzeichnet. Am Freitag fingen die Zusammenstöße zwischen Ethnien an, die Oppositionsanhänger der Fula und die für die Regierung eintretenden Malinke kämpften mit Messern und Schlagstöcken auf den Straßen der Hauptstadt gegeneinander.
Die Gewalt verschlimmerte sich am Wochenende, nachdem ein Teenager von Soldaten, die in Conakry wahllos auf einer Straße mit Protestierenden das Feuer eröffnet hatten, erschossen und mehrere andere verletzt worden war. Der Fünfzehnjährige war dem Vernehmen nach auf dem Weg, Brot zu kaufen, als er auf Kernschussweite erschossen wurde, mit dreizehn anderen Personen, die angeblich laut einem Zeugen überhaupt nicht protestiert hatten. An diesem Wochenende wurden zwei weitere Menschen durch Schusswaffen getötet.
Am Montag, dem 4. März, ließ die Gewaltspirale nicht nach, wobei weitere Zusammenstöße zwischen Protestierenden und Sicherheitskräften der Regierung zu mehr Toten und Verletzten durch Schüsse führten, was die Zahl der Todesopfer auf fünf erhöhte. Die Gewalt breitete sich auch in Labé aus, die für ihre Treue zum Oppositionsführer Cellou Dalein Diallo bekannt ist und 350 Kilometer von der Hauptstadt entfernt liegt. Am Dienstag wurden zwei private Radiosender, Planet FM und Renaissance FM, während der Gewalt, in einem von der Internationalen Journalisten-Föderation verurteilten Vorfall, angegriffen. Schüsse wurden an das Aufnahmestudio von Planet FM abgegeben, als eine Führungspersönlichkeit der Opposition interviewt wurde, während andere Gewaltakte nachts auf die Räumlichkeiten von Renaissance FM abzielten. Niemand erklärte sich verantwortlich. Bis zum Mittwoch, 6. März, hatte die Zahl der Todesopfer nach zwei weiteren Toten am Vortag acht erreicht. Die Gewalt hatte weitere Städte im inneren des Landes erreicht.
Mehrere Wochen nach der ersten Gewalt tauchten auch plötzlich Berichte von Gewalt gegen einen anderen Radiosender, Lynx FM, auf. Journalisten enthüllten, dass Anhänger der Regierungspartei am 27. Februar eine Reporterin bedroht hatten. Die Angreifer hatten sie als Spionin bezeichnet, weil sie zur ethnischen Gruppe der Fula gehörte. Kurz darauf waren sie und ein Kollege gezwungen, einem gewalttätigen, Steine werfenden Mob zu entfliehen. Eine dritte Reporterin bei Lynx FM, Asmaou Diallo, wurde von unbekannten Angreifern außerhalb des RPG-Büros angefallen und geschlagen, obwohl sie eine Presseweste trug.
Weitere Spannungen traten in den Wochen nach den Ausschreitungen auf, als Tausende Oppositionsanhänger in Conakry demonstrierten, um die Begräbnisse der neun Menschen, die während der Proteste gestorben waren, zu begleiten. Der frühere Premierminister Cellou Dalein Diallo, nun ein Oppositionsführer, hielt bei diesem Ereignis eine Rede, bei der er nach einer Woche der Gewalt zur Solidarität und Einheit drängte. Trotz des friedlichen Ablaufs setzten die Sicherheitskräfte Tränengas ein, um die Menschenmassen zu zerstreuen.

### Erneute Zusammenstöße in Waldguinea
Die indigenen Guerzé sind überwiegend Christen oder Animisten, während die muslimischen Konianké erst seit kürzerer Zeit in der Region sind sowie als der Ethnie Mandingo in Liberia nah erachtet werden. Die letzteren sind vielfach als Unterstützer des liberianischen Präsidenten Charles Taylor angesehen worden, während die ersteren mehr gegen die Regierung im Liberianischen Bürgerkrieg kämpften.
In Waldguinea, im südlichen Waldgebiet Guineas, erschlugen Erdölpumpensicherheitsleute vom Stamm der Guerzé in Koule einen Konianké-Jugendlichen, den sie beschuldigten, dass er am 15. Juli gestohlen hätte. Die Kämpfe breiteten sich dann zur Provinzhauptstadt Nzérékoré aus, was dazu führte, dass 80 Menschen verwundet und mehrere Häuser zerstört wurden. Obwohl Sicherheitskräfte aufmarschiert waren, um die Kämpfe einzudämmen, und obwohl Aboubacar Mbop Camara, der Präfekt von Nzérékoré eine Ausgangssperre verkündete, gingen die Kampfhandlungen zunächst weiter. Menschen wurden mit Macheten, Äxten, Stöcken, Steinen und Feuerwaffen angegriffen, nachdem Häuser und Autos angezündet worden waren. Der Guerze-Häuptling Molou Holamou Azaly Zogbelemou war auch unter denen, die verwundet wurden. Ursprünglich wurden 16 Todesopfer angegeben, aber die Zahl stieg auf 54 an, als am 17. Juli Leichen in den Straßen aufgelesen und ins Leichenhaus gebracht wurden. Mangels Ausweispapieren konnten einige nicht identifiziert und gezählt werden. Ein Mediziner im Leichenhaus stellte fest, dass die Toten der beiden Ethnien lebendig verbrannt oder zerhackt worden waren. Nach drei Tagen marschierten Truppen auf, um die Gewalt zu beenden. Der Regierungssprecher Damantang Albert Camara sagte: „Wir machen nun eine Triage, um herauszufinden, wer was getan hat. Manche wurden mit Macheten oder Keulen verhaftet, aber andere hatten Jagdgewehre und militärische Waffen.“ Er sagte auch, dass „wir heute bei etwa 100 Toten sind – 76 Opfer in N'Zerekore und 22 weitere in Koule,“ während außerdem mindestens 160 Menschen verletzt wurden. Die Gewalt und die ethnischen Zusammenstöße folgten auf eine Vereinbarung entgegengesetzter politischer Parteien, die Wahl am 24. September abzuhalten.

## Regierungsreaktion
Präsident Alpha Condé und die Regierung baten während der gesamten Zeit um Ruhe, gaben den Medien jedoch keine offizielle Zahl der Todesopfer an. Die Regierung sagte am Samstag, dem 2. März, dass sie untersuchen würde, ob die Sicherheitskräfte scharfe Munition gegen Zivilisten verwendet hätten.
Condé war zur Zeit der Proteste in der Elfenbeinküste und flog am Montag zurück, um sich mit der Opposition zu treffen. Dieses Treffen, das die Vorbereitungen für die Wahl im Mai zum Inhalt hatte, wurde durch die Mehrheit der Opposition boykottiert, was weitere Zusammenstöße hervorrief.
Schließlich, am 7. März, beugte sich die Regierung Guineas und verschob den Wahltermin 12. Mai bis auf weiteres, nach den Empfehlungen der Nationalen Unabhängigen Wahlkommission (CENI). In einer Presseerklärung beteuerte der Premierminister Mohamed Saïd Fofana die Verpflichtung der Regierung, alles daran zu setzen, um die politische Spannung zu lockern und freie und faire Wahlen durchzuführen.
Am 10. März zitierte ein guineischer Gerichtshof eine führende Oppositionelle zu einer für den 14. März terminierten Vernehmung, in welcher sie in ihrer Rolle bei der Organisation der Proteste befragt werden sollte. Ein Regierungssprecher sagte Reuters, dass sie mit einem Zivilprozess konfrontiert würden, nach Präsident Condes Aufruf an jene für die Gewalt und das Plündern von Geschäften Verantwortlichen vor Gericht zu stellen. Der ehemalige Premierminister Sidya Touré brandmarkte die Vorladung als illegales Verfahren für eine erlaubte Demonstration und eine Manipulation der Justiz für politische Zwecke.
Die guineische Regierung stimmte auch zu, die Wahlvorbereitungen zu suspendieren, was die Opposition bewegte, am 15. März an Vorbereitungsgesprächen zur Deblockierung der Wahlen teilzunehmen. Tage später jedoch wurde festgestellt, dass die Opposition zu internationaler Hilfe aufrief, um die Wahlen zu organisieren, nach einem schmerzhaften Dialog mit der Regierung. Oppositionchef Cellou Dalein Diallo machte den Innenminister des Landes, Alhassane Condé für das Misstrauen zwischen uns und der Regierung verantwortlich.

## Internationale Reaktion
An Dienstag, dem 5. März, äußerte die Europäische Union Sorgen über die politische Unruhe und drängte alle betroffenen Parteien, „Zurückhaltung zu zeigen und Differenzen durch einen nationalen Dialog zu lösen“.
Am Samstag, dem 2. März, verkündete die Afrikanische Union, sie sei sehr über neue politische Entwicklungen im Land, die „in Zusammenstößen auf Straßen sowie Gewalt ausgeartet sei und den Verlust von Leben und Zerstörung von Eigentum bewirkt habe“, besorgt. Ihre Generalsekretärin forderte alle Akteure nachdrücklich auf, Ruhe zu bewahren und echten Dialog über den zukünftigen Weg zu betreiben.
Das UN-Menschenrechtsbüro und Ban Ki-Moon verurteilten beide die Gewalt in Guinea und riefen die Behörden auf, “Zivilisten zu schützen und zu gewährleisten, dass alle Parteien von Gewalt Abstand nehmen, um Streitigkeiten zu klären”.